# وحش البحر (فلم)
وحش البحر (بالإنجليزية: The Sea Beast) هو فيلم مغامرات رسوم متحركة أمريكي من إخراج كريس وليامز. شارك في الفيلم كارل أوربان، زاريس أنجل هاتور، جاريد هاريس، ماريان جان باتيست، دان ستيفنز وكاثي بورك، صدر الفيلم على منصة نتفليكس في 8 يوليو 2022.

## روابط خارجية
- الموقع الرسمي
- وحش البحر على موقع IMDb (الإنجليزية)
- وحش البحر على موقع ميتاكريتيك (الإنجليزية)
- وحش البحر على موقع روتن توميتوز (الإنجليزية)
- وحش البحر على موقع نتفليكس (الإنجليزية)
- وحش البحر على موقع فيلمافينيتي (الإسبانية)
- وحش البحر على موقع قاعدة بيانات الفيلم (الإنجليزية)
- وحش البحر على موقع ليتربوكسد (الإنجليزية)
- وحش البحر على موقع كينوبويسك (الروسية)